# Division d'Honneur 1951-52
La Primera División de Bélgica 1951/52 fue la 49.ª temporada de la máxima competición futbolística en Bélgica.

## Tabla de posiciones
| Pos | Equipo                         | PJ | PG | PE | PP | GF | GC  | Pts | DG  | Notas                     |
| --- | ------------------------------ | -- | -- | -- | -- | -- | --- | --- | --- | ------------------------- |
| 1   | R.F.C. de Liège                | 30 | 20 | 4  | 6  | 71 | 40  | 44  | +31 |                           |
| 2   | K.R.C. Mechelen                | 30 | 16 | 8  | 6  | 67 | 41  | 40  | +26 |                           |
| 3   | Royal Antwerp FC               | 30 | 18 | 4  | 8  | 66 | 43  | 40  | +23 |                           |
| 4   | Royale Union Saint-Gilloise    | 30 | 15 | 8  | 7  | 61 | 48  | 38  | +13 |                           |
| 5   | KV Mechelen                    | 30 | 14 | 7  | 9  | 63 | 54  | 35  | +9  |                           |
| 6   | R.S.C. Anderlecht              | 30 | 14 | 5  | 11 | 71 | 47  | 33  | +24 |                           |
| 7   | K.A.A. Gent                    | 30 | 13 | 6  | 11 | 56 | 57  | 32  | -1  |                           |
| 8   | R.O.C. de Charleroi-Marchienne | 30 | 10 | 11 | 9  | 47 | 38  | 31  | +9  |                           |
| 9   | Tilleur FC                     | 30 | 10 | 9  | 11 | 42 | 46  | 29  | -4  |                           |
| 10  | K Berchem Sport                | 30 | 11 | 6  | 13 | 57 | 61  | 28  | -4  |                           |
| 11  | Daring Club Bruxelles          | 30 | 9  | 8  | 13 | 44 | 50  | 26  | -6  |                           |
| 12  | Beerschot                      | 30 | 10 | 6  | 14 | 67 | 54  | 26  | +7  |                           |
| 13  | Standard Liège                 | 30 | 7  | 9  | 14 | 47 | 57  | 23  | -10 |                           |
| 14  | R. Charleroi S.C.              | 30 | 7  | 8  | 15 | 43 | 65  | 22  | -22 |                           |
| 15  | Racing Club Bruxelles          | 30 | 7  | 7  | 16 | 36 | 61  | 21  | -25 | Descenso a la Division II |
| 16  | R.F.C. Tournai                 | 30 | 3  | 6  | 21 | 25 | 101 | 12  | -76 | Descenso a la Division II |

PJ = Partidos jugados; PG = Partidos ganados; PE = Partidos empatados; PP = Partidos perdidos; GF = Goles a favor; GC = Goles en contra; Pts = Puntos; DG = Diferencia de goles